# Armston
Armston är en by i civil parish Polebrook, i distriktet North Northamptonshire, i grevskapet Northamptonshire i England. Byn är belägen 20 km från Kettering. Orten har 18 invånare (2009). Armston var en civil parish 1866–1935 när blev den en del av Polebrook. Civil parish hade 22 invånare år 1931. Byn nämndes i Domedagsboken (Domesday Book) år 1086, och kallades då Mermeston.